# 商周太阳神鸟金饰
太阳神鸟金饰（亦稱“四鸟绕日”金饰），是2001年出土于四川省成都市金沙遗址的一张金箔，属古蜀時期（相當於商代晚期）作品，是中华人民共和国国家一级文物，第三批禁止出境展览的文物之一。整个金饰呈一圆环形状，外径为12.5厘米，内径5.29厘米，厚度0.02厘米，重量20克。金饰上有复杂的镂空图案，分内外两层，内层为周围等距分布有十二条旋转的齿状光芒；外层图案围绕着内层图案，由四只相同的朝逆时针飞行的鸟组成。四只鸟首足前后相接，朝同一方向飞行，与内层漩涡旋转方向相反。图案通常解释为：四只鸟代表春夏秋冬四季轮回，内层12道光纹代表一年十二个月的周而复始。也可能与“金乌负日”的传说有关。对其进行成分分析得知其含金量高达94.2%。该金饰可能是古蜀人祭祀用的神器。现藏于成都市金沙遗址博物馆，是该馆的镇馆之宝。
2005年8月，太阳神鸟金饰图案被国家文物局选为中国文化遗产标志。10月12日至10月17日，太阳神鸟金饰的蜀绣制品搭载神舟六号飞船在太空中遨游后返回地球。2011年12月30日，太阳神鸟被公布为成都市城市形象标识的核心图案。其也是成都航空的标识图案。此外，太陽神鳥金飾圖案出現在天主教成都主教唐遠閣的牧徽上，以及天主教成都教區的牧徽上。

太阳神鸟图案
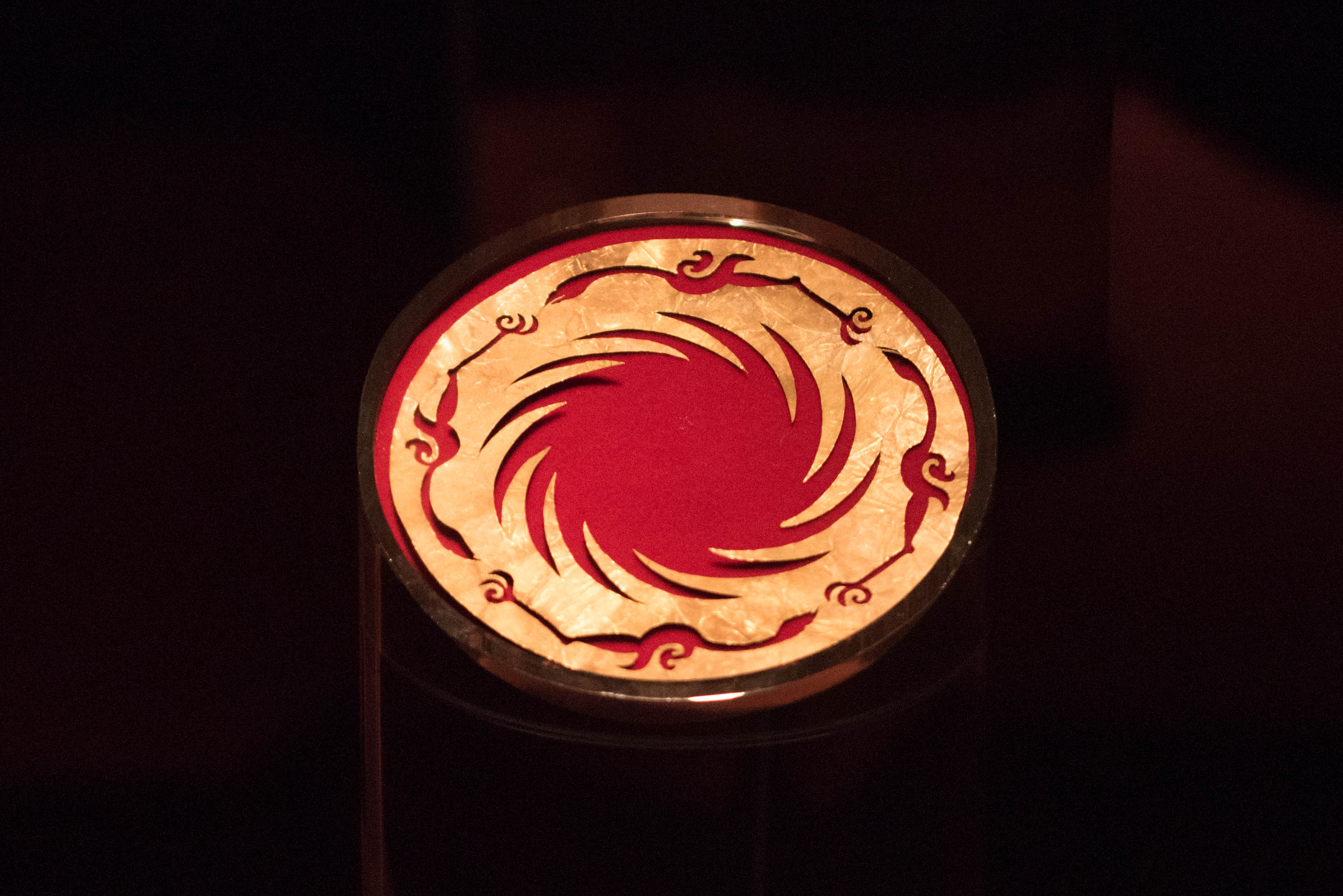
太阳神鸟
旋轉的太阳神鸟
天主教成都主教唐遠閣牧徽
天主教成都教區牧徽
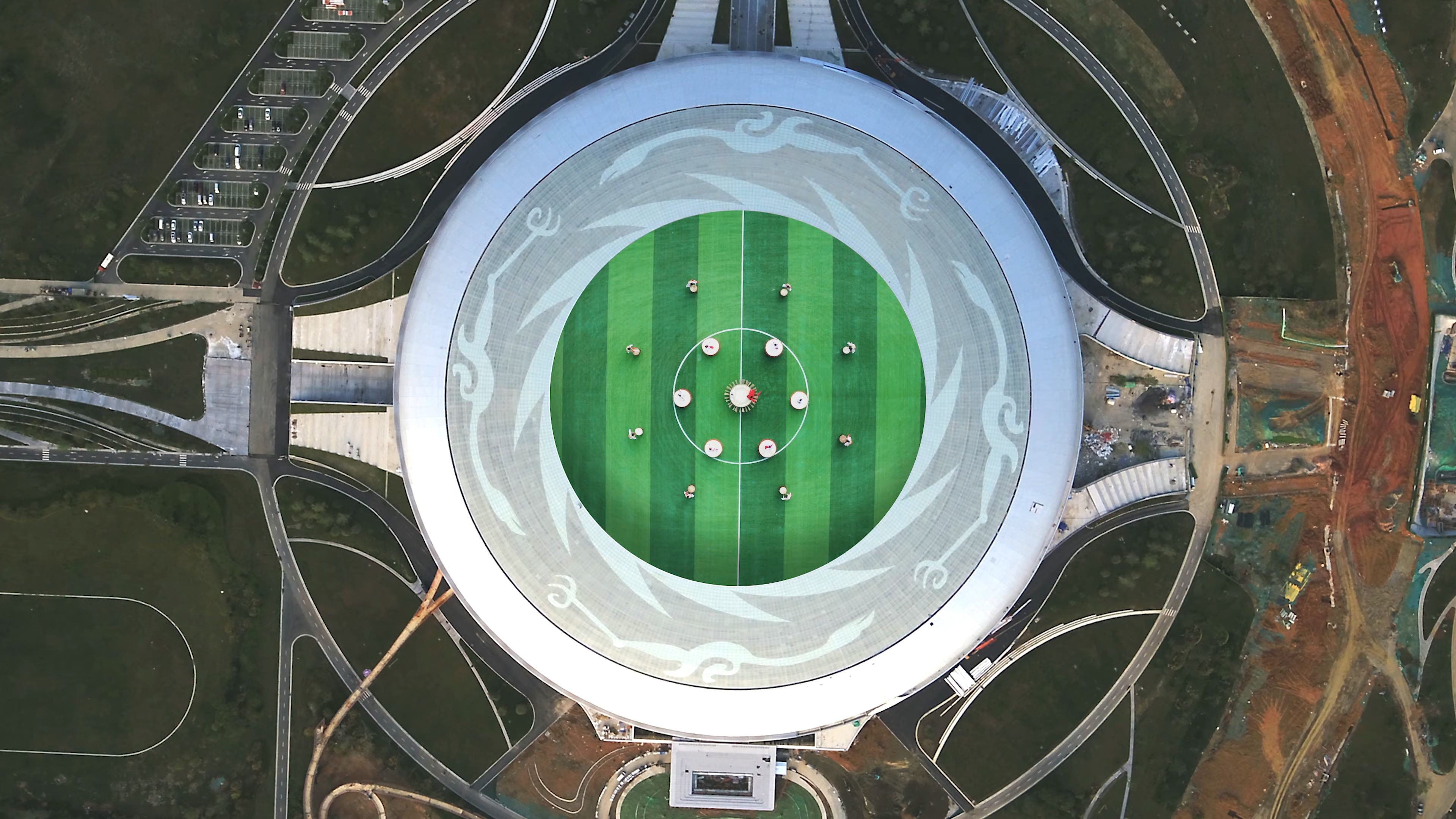
2021成都大运会主场馆东安湖体育场顶端的太阳神鸟图案